# Shenlong (ruimteveer)
Shenlong (vereenvoudigd Chinees: 神龙; traditioneel Chinees: 神龍; pinyin: shén lóng; Nederlands: goddelijke draak) is een Chinees herbruikbaar onbemand ruimteveer.
De Shenlong maakte zijn eerste ruimtevlucht in 2020. In 2022 en 2023 volgde een tweede en derde lancering. In 2024 was er een vierde vlucht die 267 dagen duurde.
Het is in functie vergelijkbaar met de Amerikaanse Boeing X-37B; het testen van geheime (militaire) ruimtevaarttechnieken in de ruimte en de experimenten vervolgens mee terugnemen. Ook kan de Shenlong kleine satellieten loslaten.
Er zijn maar een paar foto’s beschikbaar sinds het ruimteveer in 2007 ongewild bekend gemaakt werd.